# Einbúi
Einbúi är en bergstopp i republiken Island. Den ligger i regionen Norðurland eystra, 270 km nordost om huvudstaden Reykjavík. Toppen på Einbúi är 746 meter över havet.
Trakten runt Einbúi är nära nog obefolkad, med mindre än två invånare per kvadratkilometer. Närmaste större samhälle är Dalvík, omkring 18 kilometer sydväst om Einbúi. Trakten runt Einbúi består i huvudsak av gräsmarker.